# Gaston Monnerville

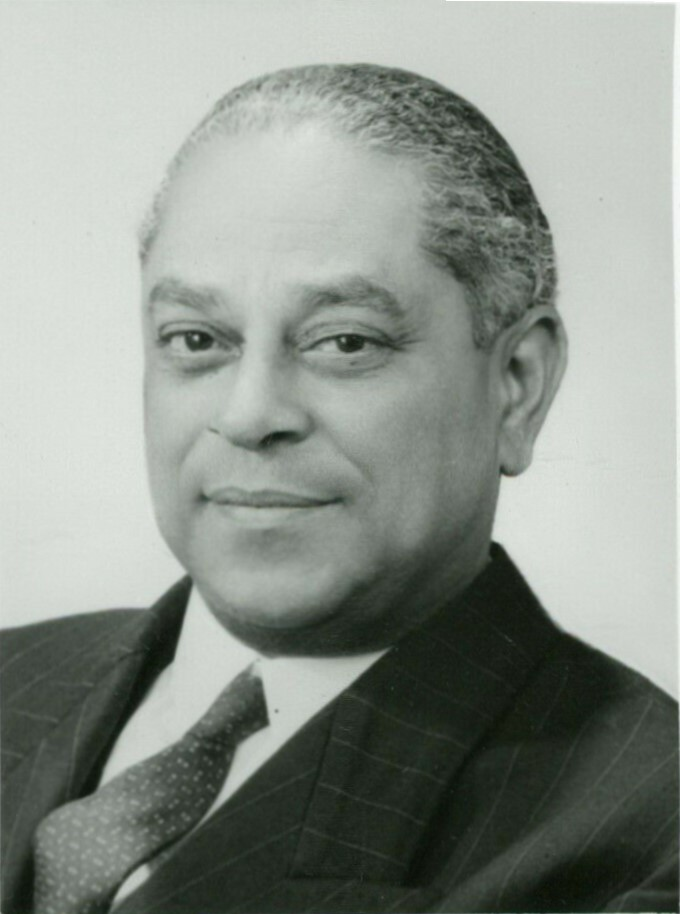
Gaston Monnerville

Gaston Monnerville (* 2. Januar 1897 in Cayenne; † 7. November 1991 in Paris) war ein französischer Anwalt, Politiker und Verfassungsrichter.

## Leben
Monnerville, Enkel eines Sklaven, wuchs in Französisch-Guayana auf und beendete erfolgreich sein Studium in Toulouse. 1918 wurde er Anwalt und arbeitete mit dem Anwalt und späteren Politiker César Campinchi zusammen. Monnerville trat in die Parti républicain, radical et radical-socialiste ein.

### Abgeordneter  und Unterstaatssekretär der Dritten Republik
Monnerville wurde 1932 als Vertreter Französisch-Guayana in die französische Abgeordnetenkammer gewählt und 1936 wiedergewählt. Zugleich wurde er 1935 Bürgermeister von Cayenne. In der dritten und vierten Regierung von Camille Chautemps war er 1937 bis 1938 Unterstaatssekretär im Ministerium für die Kolonien.

### Kriegsteilnehmer und Résistant im Zweiten Weltkrieg
Zu Beginn des Zweiten Weltkriegs brachte er im September 1939 einen Gesetzentwurf ein, der es über vierzig Jahre alten Parlamentariern ermöglichen sollte, sich freiwillig zum Militärdienst zu melden, was zu einem entsprechenden Gesetzesdekret führte. In der Folge meldete er sich freiwillig zur Französischen Marine und diente von Januar bis Juli 1940 auf dem Schlachtschiff Provence. Aufgrund seines Militärdienstes könnte er nicht an der Abstimmung über das Verfassungsgesetz vom 10. Juli 1940 teilnehmen, durch die das französische Parlament alle Staatsgewalt auf Marschall Pétain übertrug.
Am 17. Juli 1940 wurde er demobilisiert und begab sich nach Vichy, um gegen den von Marschall Pétain geschlossenen Waffenstillstand von Compiègne und die Behandlung der aus Übersee stammenden Franzosen durch die Pétain-Regierung zu protestieren.
Ende 1940 trat er dem Combat bei, eine der stärksten Gruppen der Résistance. Als Anwalt im unbesetzten Marseille verteidigte er Gefangene und von der Vichy-Regierung wegen ihrer politischen Ansichten oder ihrer Herkunft verfolgte Personen. Er wurde mehrfach von der Vichy-Polizei verhört und verhaftet. Nach der vollständigen Besetzung Frankreichs durch deutsche Truppen 1942, schloss er sich dem Maquis der Auvergne unter dem Decknamen „Kommandant St-Just“ an. Mit seiner Frau Cheylade gründete er 1944 ein Militärkrankenhaus.

### Abgeordneter der Verfassunggebenden Versammlung
Von November 1944 an war er auf Vorschlag der Radikalen Partei Mitglied der „Provisorischen beratenden Versammlung“ der provisorischen Regierung Frankreichs. Dort war er Vorsitzender des Ausschusses für das überseeische Frankreich. 1945 wurde er von der Provisorischen Regierung zum Vorsitzenden einer Kommission ernannt, die sich mit dem zukünftigen Status der Überseegebiete beschäftigte. Diese bereitete den verfassungsrechtlichen Rahmen für die Union française und die zukünftige parlamentarische Vertretung aller Überseegebiete vor.
Im Oktober 1945 wurde er als Vertreter Französisch-Guayanas in die erste Verfassunggebende Versammlung  gewählt. Dort trug er maßgeblich zur Vorbereitung des Gesetzes vom 19. März 1946 bei, durch das Französisch-Guayana, Guadeloupe, Martinique und Réunion zu Überseedépartements erklärt wurden. Im Januar 1946 nahm er auch als Delegierter Frankreichs an der ersten Sitzung der UNO in London teil. 1946 wurde er erneut als Vertreter Französisch-Guayanas in die zweite Verfassunggebende Versammlung gewählt, die schließlich die Verfassung der Vierten Republik verabschiedete.

### Präsident des Rats der Republik
Bei den Wahlen zur Nationalversammlung im November 1946 kandidierte er erneut in Französisch-Guayana, wurde jedoch im ersten Wahlgang von seinem Gegenkandidaten René Jadfard geschlagen, nachdem er die vorangegangenen Jahre größtenteils außerhalb seines Heimatgebietes verbracht und zudem lokale Interessengruppen durch seine erfolgreichen Bemühungen um die Schließung des Gefängnisses auf der Teufelsinsel gegen sich aufgebracht hatte. Er wurde jedoch sodann im Dezember 1946 zum Vertreter Französisch-Guayanas im Conseil de la République (Rat der Republik) gewählt, der nach der neuen Verfassung als zweite Kammer des Parlaments an die Stelle des Senats getreten war.
Er wurde zunächst Vizepräsident des Rats der Republik. Im März 1947 wurde er in der Nachfolge des verstorbenen Auguste Champetier de Ribes mit 141 Stimmen gegen 131 für seinen kommunistischen Gegenkandidaten Henri Martel zu dessen Präsidenten gewählt. 1948 verlegte er seinen Wohnsitz von Guayana in das Département Lot und wurde als Vertreter dieses Départements erneut in den Rat der Republik gewählt. Er behielt den Sitz und das Amt des Präsidenten des Rats der Republik bis zum Ende der Vierten Republik 1958.

### Senatspräsident in der Fünften Republik
1958 unterstützte Monnerville Charles de Gaulle bei der Rückkehr an die Macht, aber er widersprach der Auflösung der Vierten Republik seitens des Generals.
Nach der Verabschiedung der Verfassung der Fünften Republik wurde er in den Senat gewählt, der nach der neuen Verfassung wieder an die Stelle des Rats der Republik getreten war. Er wurde im Dezember 1958 zu dessen Präsidenten gewählt und blieb dies bis 1968.
1962 widersprach er dem von Charles de Gaulle initiierten Referendum über eine Verfassungsänderung zur Einführung der Direktwahl des Staatspräsidenten sowohl hinsichtlich des Verfahrens als auch des Inhalts. Er verwendete dabei den Begriff forfaiture („Amtsmissbrauch“) zum Verhalten von Ministerpräsident Georges Pompidou, der das nach Ansicht von Monnerville verfassungswidrige Dekret über die Abhaltung eines verfassungsändernden Referendums auf der Grundlage von Artikel 11 der Verfassung unterzeichnet hatte, scheiterte jedoch mit seiner Verfassungsbeschwerde dagegen, da der Conseil constitutionnel sich für unzuständig erklärte.
Im Oktober 1968 kandidierte er nicht erneut als Präsident des Senats, um damit gegen das von Charles de Gaulle geplante verfassungsändernde Referendum über eine Senats- und Regionalreform zu protestieren, das erneut auf der Grundlage von Artikel 11 der Verfassung einberufen werden sollte. Er blieb jedoch bis 1974 Senator.

### Verfassungsrichter
1974 wurde er auf von seinem Nachfolger als Senatspräsident, Alain Poher, zum Mitglied des Conseil constitutionnel und damit zu einem von neun Verfassungsrichtern ernannt und übte dieses Amt bis zum Ende seiner neunjährigen Amtszeit 1983 aus.